# Оскар Ґраф
Оскар Граф (нім. Oskar Graf; 26 грудня 1873, Фрайбург — 22 лютого 1958, Бад-Болль) — німецький художник-натураліст.

## Біографія
Син торговця Оскара Ґрафа і його дружини Елізабет Барбари, уродженої Франц. Вчителями Ґрафа були Генріх Кнір (1890/91), Людвіг Шмід-Ройтте (1891), Адольф Гельцель (1891/93) і Фердинанд Комрон (1891).
Під час Першої світової війни був військовим художником під командуванням кронпринца Рупрехта Баварського. Під час Другої світової війни знову був військовим художником в Італії, автор численних портретів кавалерів Лицарського хреста Залізного хреста. У 1943 році Граф отримав медаль Гете за мистецтво і науку. З 1937 по 1944 рік він був представлений на всіх головних німецьких художніх виставках у Мюнхені та був включений до списку нагороджених Рейхсміністерством народної просвіти та пропаганди.

## Нагороди
- Золота медаль художньої виставки
  - в Дрездені (за графіку, 1901)
  - в Мюнхені (за живопис, 1901)
  - у Відні (1902)
- Почесне звання королівського професора дому Віттельсбахів за новаторську виставку «Японія і Східна Азія у мистецтві» (1909)
- Почесний хрест ветерана війни
- Медаль Гете за мистецтво і науку (27 грудня 1893) — вручена особисто Адольфом Гітлером.